# Ligne S9 des FGC
La ligne S9 est une des dix-huit lignes de train de banlieue de l'agglomération barcelonaise. Elle relie Barcelone à Sant Vicenç dels Horts et dessert au total six communes sur le tracé de la ligne Llobregat - Anoia.
Elle est exploitée par les Chemins de fer de la généralité de Catalogne (FGC) comme ligne de renfort.

## Historique
La ligne S9 est créée en juillet 2017 en lieu et place du service assuré à partir de juin 2016 par la ligne S33 prolongée jusqu'à la gare de Quatre Camins. Elle puise ses origines dans la ligne du Nord-Ouest entre Barcelone et Martorell, ouverte en 1912. 

## Caractéristiques

### Ligne
La ligne parcourt les infrastructures de la ligne Llobregat - Anoia. Elle compte 16 stations, dont neuf souterraines, et parcourt 17,91 km. Les rails sont à écartement métrique et la voie est double sur l'intégralité du trajet.
À partir de Plaça d'Espanya, elle dessert six communes : Barcelone, L'Hospitalet de Llobregat, Cornellà de Llobregat, Sant Boi de Llobregat, Santa Coloma de Cervelló et Sant Vicenç dels Horts, et partage son tracé avec la ligne L8 jusqu'à Molí Nou | Ciutat Cooperativa, la ligne S3 jusqu'à Can Ros, et les lignes S8, R5/50 et R6/60 jusqu'à son terminus de Quatre Camins.

## Exploitation

### Matériel roulant
La ligne est servie par les rames de série 213 des FGC.

Rame
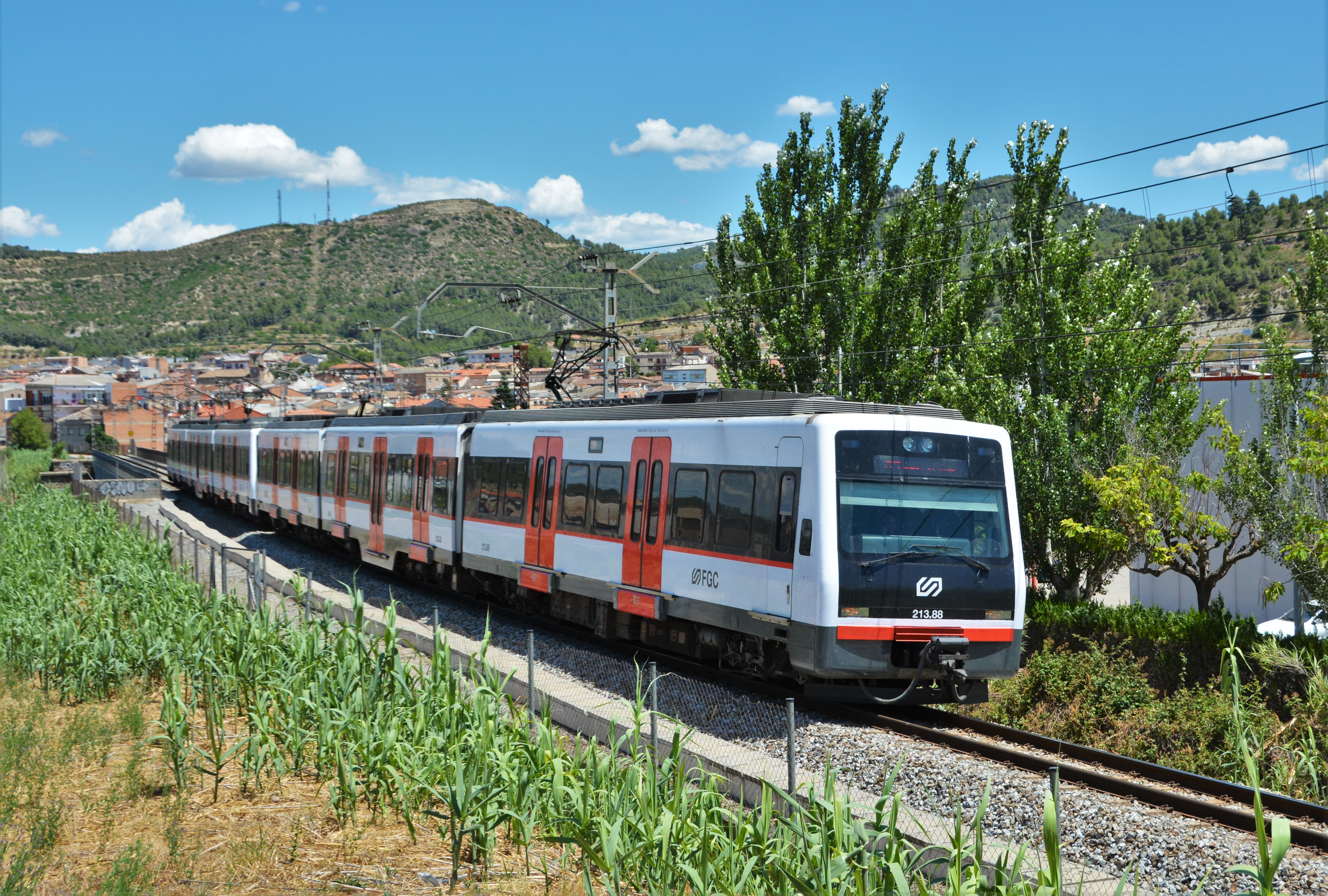
Série 213 sortant de Sant Vicenç de Castellet.

### Horaires et tarification
La ligne sert à renforcer les services des lignes du trajet Llobregat - Anoia aux heures de pointe des jours ouvrés entre Plaça d'Espanya et Quatre Camins, à raison de trois trains par jour dans chaque sens de circulation.